# المجلس الطبي العام
المجلس الطبي العام (GMC) هي هيئة عامة تحتفظ بالسجل الرسمي للممارسين الطبيين داخل المملكة المتحدة. وتتمثل مسؤوليتها الرئيسية في «حماية صحة وسلامة الجمهور وتعزيزها والمحافظة عليها» من خلال التحكم في الدخول إلى السجل وتعليق أو إزالة الأعضاء عند الضرورة. كما تحدد معايير كليات الطب في المملكة المتحدة. تمنح العضوية في السجل امتيازات جوهرية بموجب الجزء السادس من القانون الطبي لعام 1983. يعتبر تقديم مطالبة كاذبة بالعضوية جريمة جنائية. يتم دعم GMC من خلال الرسوم التي يدفعها أعضاؤها، وأصبحت مؤسسة خيرية مسجلة في عام 2001.

## التاريخ
أنشأ القانون الطبي 1858 المجلس العام للتعليم الطبي والتسجيل في المملكة المتحدة كهيئة قانونية. في البداية تم انتخاب أعضائها من قبل أعضاء المهنة، وتمتعوا بثقة واسعة من هذه المهنة.

## الهدف
تنبثق جميع وظائف GMC من المتطلبات القانونية لإنشاء وصيانة سجل، وهو قائمة نهائية بالأطباء بصفتهم «ممارسين طبيين مسجلين» مؤقتًا أو بالكامل، داخل القطاع العام في بريطانيا. تتحكم GMC في الدخول إلى قائمة الممارسين الطبيين المسجلين («السجل الطبي»). يشير القانون الطبي لعام 1983 (المعدل) إلى أن «الهدف الرئيسي للمجلس العام في ممارسة وظائفه هو حماية وتعزيز والحفاظ على صحة وسلامة الجمهور».
ثانيًا، ينظم GMC ويحدد معايير كليات الطب في المملكة المتحدة، وينسق مع الهيئات التنظيمية الطبية والجامعية للدول الأخرى على كليات الطب في الخارج، مما يؤدي إلى الاعتراف ببعض المؤهلات بشكل متبادل. منذ عام 2010، ينظم أيضًا التعليم الطبي بعد التخرج.
ثالثًا، تعد GMC مسؤولة عن نظام الترخيص وإعادة التحقق لجميع الأطباء الممارسين في المملكة المتحدة، بشكل منفصل عن نظام التسجيل، والذي تم تفعيله قانونيًا بأمر من مجلس الملكة الخاص في 3 ديسمبر 2012.

## الأنشطة والسلطات
نظرًا لمبدأ الاستقلالية وقانون الموافقة، لا توجد قيود تشريعية على من يمكنه علاج المرضى أو تقديم الخدمات الطبية أو الخدمات الصحية. وبعبارة أخرى، تقديم المساعدة الطبية لشخص آخر ليست جريمة جنائية - وليس فقط في حالة الطوارئ. هذا على النقيض من الموقف فيما يتعلق بالحيوانات، حيث يعد جريمة بموجب قانون الجراحين البيطريين لعام 1966 بالنسبة لشخص غير جراحي بيطري مسجل (أو في ظروف محدودة أكثر ممرضة بيطرية مسجلة) لتقديم العلاج (باستثناء في حالة الطوارئ) لحيوان لا يمتلكونه.
منح البرلمان، منذ سن قانون 1858، سلطات GMC لمنح مختلف المزايا والمسؤوليات القانونية للممارسين الطبيين المسجلين لدى GMC - وهي هيئة عامة وجمعية، كما هو موضح، من القانون الطبي لعام 1983، بقلم السيد جاستيس بورنيت في الجمعية الطبية البريطانية ضد المجلس الطبي العام.
من خلال أمر في مجلس الملكة الخاص، تصف جي إم سي «الهدف الرئيسي للمجلس العام في ممارسة وظائفهم هو حماية وتعزيز والحفاظ على صحة وسلامة الجمهور».
يتم تمويل جي ام سي من الرسوم السنوية المطلوبة من الراغبين في البقاء مسجلين ورسوم الامتحانات. ارتفعت رسوم التسجيل بشكل ملحوظ في السنوات القليلة الماضية: رسوم عام 2007 = 290 جنيهًا إسترلينيًا، ورسوم عام 2008 = 390 جنيهًا إسترلينيًا، ورسوم عام 2009 = 410 جنيهًا إسترلينيًا، ورسوم عام 2010 = 420 جنيهًا إسترلينيًا، ورسوم عام 2011 = 420 جنيهًا إسترلينيًا، مع خصم 50٪ للأطباء الذين دخلهم أقل من 32000 جنيه إسترليني.
في عام 2011، في أعقاب ورقة القيادة "تمكين التميز والاستقلالية والمساءلة للعاملين في مجال الرعاية الصحية والأخصائيين الاجتماعيين وعمال الرعاية الاجتماعية"، تم تخفيض رسوم التسجيل من قبل GMC وفقًا لاستراتيجية الحكومة لإصلاح وتبسيط نظام تنظيم العاملين في مجال الرعاية الصحية في المملكة المتحدة والأخصائيين الاجتماعيين والعاملين في مجال الرعاية الاجتماعية في إنجلترا ويطلبون وقت ضبط الأجر في كل من القطاعين العام والخاص، يجب تقليل عبء الرسوم المفروضة على المسجلين الأفراد".
- تسجيل الأطباء في المملكة المتحدة
- ترخيص وإعادة صلاحية الأطباء في المملكة المتحدة
- وضع معايير الممارسة الطبية الجيدة
- التعليم الطبي
- المخاوف بشأن الأطباء